# 20. Kongress der Vereinigten Staaten
Der 20. Kongress der Vereinigten Staaten, bestehend aus dem Repräsentantenhaus und dem Senat, war die Legislative der Vereinigten Staaten. Seine Legislaturperiode dauerte vom 4. März 1827 bis zum 4. März 1829. Alle Abgeordneten des Repräsentantenhauses sowie ein Drittel der Senatoren (Klasse I) waren im Jahr 1826 bei den Kongresswahlen gewählt worden. In beiden Kammern ergab sich eine Mehrheit für die Partei des späteren Präsidenten Andrew Jackson (Jacksonians). Aus dieser Partei ging 1828 die Demokratische Partei hervor. Der Kongress tagte in der amerikanischen Bundeshauptstadt Washington, D.C. Die Vereinigten Staaten bestanden damals aus 24 Bundesstaaten. Präsident war John Quincy Adams. Die Sitzverteilung im Repräsentantenhaus basierte auf der Volkszählung von 1820.

## Wichtige Ereignisse
Siehe auch 1827 1828 und 1829
- 4. März 1827: Beginn der Legislaturperiode des 20. Kongresses.
- 28. Februar 1827: Die Baltimore and Ohio Railroad erhält die Konzession. Damit wird eine der ältesten, wenn nicht die älteste Eisenbahngesellschaft der USA gegründet.
- 21. Mai 1827: In Maryland gründen Anhänger von Andrew Jackson die Maryland Democratic Party.
- 3. Dezember 1828: Andrew Jackson setzt sich bei der Präsidentschaftswahl gegen den Amtsinhaber John Quincy Adams durch. Sein Amtsantritt ist am 4. März 1829.
- 1828: Gründung der Demokratischen Partei aus Anhängers von Jackson. In den folgenden Jahren wird die Partei auch noch nach ihrem Gründer als Jacksonian Party bezeichnet.

## Die wichtigsten Gesetze
In den Sitzungsperioden des 20. Kongresses wurde unter anderem folgendes Bundesgesetz verabschiedet (siehe auch: Gesetzgebungsverfahren):
- 24. Mai 1828: Tariff of Abominations. Dieses Zollgesetz war später der Grund für die Nullifikationskrise zwischen der Bundesregierung und dem Staat South Carolina.

## Zusammensetzung nach Parteien

### Senat
- Jacksonians: 27
- National Republican Party (Anti-Jacksonians): 21
- Sonstige: 0
- Vakant: 0

Gesamt: 48 Stand am Ende der Legislaturperiode

### Repräsentantenhaus
- Jacksonians: 113
- National Republican Party: 100
- Sonstige: 0
- Vakant: 0

Gesamt: 213 Stand am Ende der Legislaturperiode
Außerdem gab es noch drei nicht stimmberechtigte Kongressdelegierte.

## Amtsträger

### Senat
- Präsident des Senats: John C. Calhoun (J)
- Präsident pro tempore: Samuel Smith (J)

### Repräsentantenhaus
- Sprecher des Repräsentantenhauses: Andrew Stevenson (J)

## Senatsmitglieder
Im 20. Kongress vertraten folgende Senatoren ihre jeweiligen Bundesstaaten:
| Alabama - 2. William R. King (J) - 3. John McKinley (J) Connecticut - 1. Samuel A. Foot (AJ) - 3. Calvin Willey (AJ) Delaware - 1. Louis McLane (AJ) - 2. Henry M. Ridgely (J) Georgia - Thomas W. Cobb (J) bis 1828, genaues Datum unbekannt - Oliver H. Prince (J) ab dem 7. November 1828 - 3. John MacPherson Berrien (J) Illinois - 2. Jesse B. Thomas (AJ) - 3. Elias Kane (J) Indiana - 1. James Noble (AJ) - 3. William Hendricks (AJ) Kentucky - 2. Richard Mentor Johnson (J) - 3. John Rowan (J) Louisiana - 2. Charles Bouligny (AJ) - 3. Josiah S. Johnston (AJ) Maine - 1. Albion K. Parris (J) bis zum 26. August 1828 - John Holmes (AJ) ab dem 15. Januar 1829 - 2. John Chandler (J) Maryland - 1. Samuel Smith (J) - 3. Ezekiel F. Chambers (AJ) Massachusetts - 1. Daniel Webster (AJ) ab dem 17. Dezember 1827 - 2. Nathaniel Silsbee (AJ) Mississippi - 1. Powhatan Ellis (J) - 2. Thomas Hill Williams (J) | Missouri - 1. Thomas Hart Benton (J) - 3. David Barton (AJ) New Hampshire - 2. Samuel Bell (AJ) - 3. Levi Woodbury (J) New Jersey - 1. Ephraim Bateman (AJ) bis zum 12. Januar 1829 - Mahlon Dickerson (J) ab dem 30. Januar 1829 (Sitz Tausch) - 2. Mahlon Dickerson (J) bis zum 30. Januar 1829, danach war der Sitz vakant New York - 1. Martin Van Buren (J) bis zum 20. Dezember 1828 - Charles E. Dudley (J) ab dem 15. Januar 1829 - 3. Nathan Sanford (AJ) North Carolina - 2. John Branch (J) - 3. Nathaniel Macon (J) bis 14. November 1828 - James Iredell (J) ab dem 15. Dezember 1828 Ohio - 1. Benjamin Ruggles (AJ) - 3. William Henry Harrison (AJ) bis zum 20. Mai 1828 - Jacob Burnet (AJ) ab dem 10. Dezember 1828 Pennsylvania - 1. Isaac D. Barnard (J) - 3. William Marks (AJ) Rhode Island - 1. Asher Robbins (AJ) - 2. Nehemiah R. Knight (AJ) South Carolina - 2. Robert Young Hayne (J) - 3. William Smith (J) Tennessee - 1. John Henry Eaton (J) - 2. Hugh Lawson White (J) Vermont - 1. Horatio Seymour (AJ) - 3. Dudley Chase (AJ) Virginia - 1. John Tyler (J) - 2. Littleton Waller Tazewell (J) |

## Mitglieder des Repräsentantenhauses
Folgende Kongressabgeordnete vertraten im 20. Kongress die Interessen ihrer jeweiligen Bundesstaaten:
| Alabama 3 Wahlbezirke - 1. Gabriel Moore (J) - 2. John McKee (J) - 3. George Washington Owen (J) Connecticut Alle Abgeordneten wurden staatsweit gewählt. - John Baldwin (AJ) - Noyes Barber (AJ) - Ralph Isaacs Ingersoll (AJ) - Orange Merwin (AJ) - Elisha Phelps (AJ) - David Plant (AJ) Delaware Staatsweite Wahl - Kensey Johns (AJ) ab dem 2. Oktober 1827 Georgia 7 Wahlbezirke - 1. Edward Fenwick Tattnall (J) bis 1827, genaues Datum unbekannt - George Rockingham Gilmer (J) ab dem 1. Oktober 1827 - 2. John Forsyth (J) bis zum 7. November 1827 - Richard Henry Wilde (J) ab dem 17. November 1827 - 3. Wiley Thompson (J) - 4. Wilson Lumpkin (J) - 5. Charles Eaton Haynes (J) - 6. Tomlinson Fort (J) - 7. John Floyd (J) Illinois Staatsweite Wahlen - Joseph Duncan (J) Indiana 3 Wahlbezirke - 1. Thomas H. Blake (AJ) - 2. Jonathan Jennings (AJ) - 3. Oliver H. Smith (J) Kentucky 12 Wahlbezirke - 1. Henry Daniel (J) - 2. Thomas Metcalfe (AJ) bis zum 1. Juni 1828 - John Chambers (AJ) ab dem 1. Dezember 1828 - 3. James Clark (AJ) - 4. Robert Letcher (AJ) - 5. Robert L. McHatton (J) - 6. Joseph Lecompte (J) - 7. Thomas Patrick Moore (J) - 8. Richard Aylett Buckner (AJ) - 9. Charles A. Wickliffe (J) - 10. Joel Yancey (J) - 11. William Singleton Young (AJ) bis zum 20. September 1827 - John Calhoon (AJ) 5.–7. November 1827 (zwei Tage) - Thomas Chilton (J) ab dem 22. Dezember 1827 - 12. Chittenden Lyon (J) Louisiana 3 Wahlbezirke - 1. Edward Livingston (J) - 2. Henry Hosford Gurley (AJ) - 3. William Leigh Brent (AJ) Maine 7 Wahlbezirke - 1. William Burleigh (AJ) bis zum 2. Juli 1827 - Rufus McIntire (J) ab dem 10. September 1827 - 2. John Anderson (J) - 3. Joseph F. Wingate (AJ) - 4. Peleg Sprague (AJ) - 5. James Wheelock Ripley (J) - 6. Jeremiah O’Brien (AJ) - 7. Samuel Butman (AJ) Maryland 8 Wahlbezirke. Der Fünfte Wahlbezirk stellte zwei Abgeordnete. - 1. Clement Dorsey (AJ) - 2. John Crompton Weems (J) - 3. George Corbin Washington (AJ) - 4. Michael Sprigg (J) - 5A. John Barney (AJ) - 5B. Peter Little (AJ) - 6. Levin Gale (J) - 7. John Leeds Kerr (AJ) - 8. Ephraim Wilson (AJ) Massachusetts 13 Wahlbezirke - 1. Daniel Webster (AJ) bis zum 30. Mai 1827 - Benjamin Gorham (AJ) ab dem 23. Juli 1827 - 2. Benjamin Crowninshield (AJ) - 3. John Varnum (AJ) - 4. Edward Everett (AJ) - 5. John Davis (AJ) - 6. John Locke (AJ) - 7. Samuel Clesson Allen (AJ) - 8. Isaac C. Bates (AJ) - 9. Henry W. Dwight (AJ) - 10. John Bailey (AJ) - 11. Joseph Richardson (AJ) - 12. James L. Hodges (AJ) - 13. John Reed (AJ) Mississippi Staatsweite Wahlen - William Haile (J) bis zum 12. September 1828 - Thomas Hinds ab dem 21. Oktober 1828 Missouri Staatsweite Wahlen - Edward Bates (AJ) New Hampshire Alle Abgeordneten wurden staatsweit gewählt. - David Barker (AJ) - Ichabod Bartlett (AJ) - Titus Brown (AJ) - Jonathan Harvey (J) - Joseph Healy (AJ) - Thomas Whipple (AJ) New Jersey Alle Abgeordneten wurden staatsweit gewählt - Lewis Condict (AJ) - George Holcombe (J) bis zum 14. Januar 1828 - James F. Randolph (AJ) ab dem 1. Dezember 1828 - Isaac Pierson (AJ) - Samuel Swan (AJ) - Hedge Thompson (AJ) bis zum 23. Juli 1828 - Thomas Sinnickson (AJ) ab dem 1. Dezember 1828 - Ebenezer Tucker (AJ) New York 30 Wahlbezirke. Der 3. Wahlbezirk stellte drei Abgeordnete und der 20. und 26. jeweils zwei. - 1. Silas Wood (AJ) - 2. John J. Wood (J) - 3A. Churchill C. Cambreleng (J) - 3B. Jeromus Johnson (J) - 3C. Gulian C. Verplanck (J) - 4. Aaron Ward (AJ) - 5. Thomas J. Oakley (J) bis zum 9. Mai 1828 - Thomas Taber II. (J) ab dem 5. November 1828 - 6. John Hallock (J) - 7. George O. Belden (J) - 8. James Strong (AJ) - 9. John D. Dickinson (AJ) - 10. Stephen Van Rensselaer III. (AJ) - 11. Selah R. Hobbie (J) - 12. John I. De Graff (J) - 13. Samuel Chase (AJ) - 14. Henry R. Storrs (AJ) - 15. Michael Hoffman (J) - 16. Henry Markell (AJ) - 17. John W. Taylor (AJ) - 18. Henry C. Martindale (AJ) - 19. Richard Keese (J) - 20A. Rudolph Bunner (J) - 20B. Silas Wright (J) bis zum 16. Februar 1829, danach war der Sitz vakant - 21. John C. Clark (J) - 22. John G. Stower (J) - 23. Jonas Earll (J) - 24. Nathaniel Garrow (J) - 25. David Woodcock (AJ) - 26A. Dudley Marvin (AJ) - 26B. John Maynard (AJ) - 27. Daniel D. Barnard (AJ) - 28. John Magee (J) - 29. David Ellicott Evans (J) bis zum 2. Mai 1827 - Phineas L. Tracy (AJ) ab dem 5. November 1827 - 30. Daniel G. Garnsey (J) | North Carolina 13 Wahlbezirke - 1. Lemuel Sawyer (J) - 2. Willis Alston (J) - 3. Thomas H. Hall (J) - 4. John Heritage Bryan (AJ) - 5. Gabriel Holmes (J) - 6. Daniel Turner (J) - 7. John Culpepper (AJ) - 8. Daniel Laurens Barringer (J) - 9. Augustine Henry Shepperd (J) - 10. John Long (AJ) - 11. Henry William Connor (J) - 12. Samuel Price Carson (J) - 13. Lewis Williams (AJ) Ohio 14 Wahlbezirke - 1. James Findlay (J) - 2. John Woods (AJ) - 3. William McLean (AJ) - 4. Joseph Vance (AJ) - 5. William Russell (J) - 6. William Creighton (AJ) bis 1828, genaues Datum unbekannt - Francis Swaine Muhlenberg (AJ) ab dem 19. Dezember 1828 - 7. Samuel Finley Vinton (AJ) - 8. William Wilson (AJ) bis zum 6. Juni 1827 - William Stanbery (J) ab dem 9. Oktober 1827 - 9. Philemon Beecher (AJ) - 10. John Davenport (AJ) - 11. John C. Wright (AJ) - 12. John Sloane (AJ) - 13. Elisha Whittlesey (AJ) - 14. Mordecai Bartley (AJ) Pennsylvania 18 Wahlbezirke. Der 7., 8., 11. und 16. Wahlbezirk stellte je zwei Abgeordnete. Der 4. und 9. stellte sogar drei Abgeordneten. Die restlichen je einen. - 1. Joel Barlow Sutherland (J) - 2. John Sergeant (AJ) - 3. Daniel H. Miller (J) - 4A. James Buchanan (J) - 4B. Samuel Anderson (AJ) - 4C. Charles Miner (AJ) - 5. John Benton Sterigere (J) - 6. Innis Green (J) - 7A. William Addams (J) - 7B. Joseph Fry (J) - 8A. Samuel D. Ingham (J) - 8B. George Wolf (J) - 9A. George Kremer (J) - 9B. Samuel McKean (J) - 9C. Espy Van Horne (J) - 10. Adam King (J) - 11A. William Ramsay (J) - 11B. James Wilson (AJ) - 12. John Mitchell (J) - 13. Chauncey Forward (J) - 14. Andrew Stewart (J) - 15. Joseph Lawrence (AJ) - 16A. Robert Orr (J) - 16B. James S. Stevenson (J) - 17. Richard Coulter (J) - 18. Stephen Barlow (J) Rhode Island Alle Abgeordneten wurden staatsweit gewählt. - Tristam Burges (AJ) - Dutee Jerauld Pearce (AJ) South Carolina 9 Wahlbezirke - 1. William Drayton (J) - 2. James Hamilton (J) - 3. Thomas R. Mitchell (J) - 4. William D. Martin (J) - 5. George McDuffie (J) - 6. Warren R. Davis (J) - 7. William T. Nuckolls (J) - 8. John Carter (J) - 9. Starling Tucker (J) Tennessee 9 Wahlbezirke - 1. John Blair (J) - 2. Pryor Lea (J) - 3. James Coffield Mitchell (J) - 4. Jacob C. Isacks (J) - 5. Robert Desha (J) - 6. James K. Polk (J) - 7. John Bell (J) - 8. John Hartwell Marable (J) - 9. Davy Crockett (J) Vermont 5 Wahlbezirke - 1. Jonathan Hunt (AJ) - 2. Rollin Carolas Mallary (AJ) - 3. George Edward Wales (AJ) - 4. Benjamin Swift (AJ) - 5. Daniel Buck (AJ) Virginia 22 Wahlbezirke - 1. Thomas Newton (AJ) - 2. James Trezvant (J) - 3. William S. Archer (J) - 4. Mark Alexander (J) - 5. John Randolph (J) - 6. Thomas Davenport (J) - 7. Nathaniel Claiborne (J) - 8. Burwell Bassett (J) - 9. Andrew Stevenson (J) - 10. William Cabell Rives (J) - 11. Philip Pendleton Barbour (J) - 12. John Roane (J) - 13. John Taliaferro (AJ) - 14. Charles F. Mercer (AJ) - 15. John S. Barbour (J) - 16. William Armstrong (AJ) - 17. Robert Allen (J) - 18. Isaac Leffler (AJ) - 19. William McCoy (J) - 20. John Floyd (J) - 21. Lewis Maxwell (AJ) - 22. Alexander Smyth (J) |

Nicht stimmberechtigte Mitglieder im Repräsentantenhaus:
- Arkansas-Territorium: Henry Wharton Conway bis zum 9. November 1827, dann ab dem 13. Februar 1828 Ambrose Hundley Sevier
- Florida-Territorium: Joseph M. White
- Michigan-Territorium: Austin Eli Wing